# Trương Đức Giang
Trương Đức Giang (sinh ngày 4 tháng 11 năm 1946) là chính khách nước Cộng hòa Nhân dân Trung Hoa. Ông là Ủy viên trưởng Ủy ban Thường vụ Đại hội Đại biểu Nhân dân Toàn quốc khóa XII, tương đương Chủ tịch Quốc hội ở các quốc gia khác từ năm 2013 đến năm 2018. Ông cũng là Ủy viên Ban Thường vụ Bộ Chính trị khóa XVIII, Phó Chủ tịch Ủy ban An ninh Quốc gia và Tổ trưởng Tiểu tổ Điều phối công tác Hongkong - Macau.
Trương Đức Giang nguyên là Bí thư Tỉnh ủy Cát Lâm, Bí thư Tỉnh ủy Chiết Giang và Bí thư Tỉnh ủy Quảng Đông. Sự bùng nổ hội chứng hô hấp cấp tính nặng (SARS) bắt đầu ở Quảng Đông và xảy ra trong nhiệm kỳ của Trương Đức Giang là Bí thư Tỉnh ủy. Tháng 3 năm 2008, ông được bầu làm Phó Thủ tướng Quốc vụ viện trong nội các của Thủ tướng Ôn Gia Bảo chịu trách nhiệm về năng lượng, viễn thông và giao thông. Tháng 3 năm 2012, Trương Đức Giang thay thế Bạc Hy Lai kiêm nhiệm chức Bí thư Thành ủy Trùng Khánh.
Trương Đức Giang là một trong 25 thành viên Bộ Chính trị Đảng Cộng sản Trung Quốc từ năm 2002 đến năm 2017. Sau khi phục vụ hai nhiệm kỳ trong Bộ Chính trị, ông được bầu vào Ban Thường vụ Bộ Chính trị tại Đại hội Đảng Cộng sản Trung Quốc lần thứ 18 năm 2012.

## Thân thế
Trương Đức Giang sinh ngày 4 tháng 11 năm 1946, tại Đài An, tỉnh Liêu Ninh. Có thông tin cho rằng cha ông là Trương Chí Nhất, một Thiếu tướng Quân giải phóng nhân dân Trung Quốc, từng là Phó tư lệnh pháo binh tại Quân khu Quảng Châu. Tuy nhiên, ông đã bác bỏ tin đồn này và cho rằng, mình xuất thân từ một gia đình nông dân bình thường

## Sự nghiệp chính trị
Cũng như Tập Cận Bình, thời thanh niên, Trương từng được điều về nông thôn để lao động tại trấn La Tử Câu (Luozigou), huyện Diên Biên tỉnh Cát Lâm. Vào đầu những năm 1970, Trương làm việc tại phòng tuyên truyền huyện trước khi đi học tiếng Triều Tiên tại Đại học Diên Biên. Sau đó, Trương làm Bí thư Đoàn tại Liêu Ninh trước khi học kinh tế 2 năm tại Đại học Kim Nhật Thành tại Bình Nhưỡng.
Ông gia nhập Đảng Cộng sản Trung Quốc năm 1971.
Những năm 1980, ông trở lại Diên Biên, nơi ông giữ chức vụ cấp cao trong đảng trước khi làm Phó giám đốc Sở Công an. Sau đó ông lần lượt giữ các chức vụ trong đảng tại Tứ Liên cho đến khi chuyển tới Chiết Giang để trở thành Bí thư Tỉnh ủy Chiết Giang.
Vào năm 2002, ông vào Bộ Chính trị và trở thành Bí thư Tỉnh ủy Quảng Đông. Trong thời kỳ lãnh đạo Quảng Đông, Trương cũng gặp một số vấn đề, như nạn dịch SARS năm 2002, bị chỉ trích vì đã phản ứng quá chậm. Ông cũng bị cho là quá nặng tay với người biểu tình và giới báo chí.
Năm 2008, Trương được bổ nhiệm vào chức vụ Phó Thủ tướng, chuyên trách năng lượng, viễn thông và giao thông. Năm 2012, kiêm chức Bí thư Thành ủy Trùng Khánh  thay Bạc Hy Lai.
Trương được xem như là một chuyên gia về Bắc Triều Tiên, đồng minh lâu năm nhất của Trung Quốc. Trương cũng được cho là thành viên của nhóm ủng hộ cựu chủ tịch Giang Trạch Dân. Ông được xem là nhân vật không theo đường lối cải cách, và phản đối việc cho giới doanh nhân gia nhập Đảng.
Ngày 14 tháng 3 năm 2013, ông được bầu làm Chủ tịch Nhân đại toàn quốc (Quốc hội Trung Quốc).
Tháng 11/2017, ông thôi tham gia Ban Thường vụ Bộ Chính trị, tuy nhiên vẫn giữ chức Ủy viên Trưởng Nhân Đại Toàn Quốc đến hết nhiẹm kỳ vào tháng 3/2018.

## Đời tư
Vợ của ông Trương Đức Giang là bà Tân Thụ Sâm (辛树森), từng giữ vị trí cấp cao tại Ngân hàng Xây dựng Trung Quốc và là thành viên của Hội nghị Hiệp thương Chính trị Nhân dân Trung Quốc.